# Been Away Too Long
Been Away Too Long – pierwszy singel amerykańskiego zespołu muzycznego Soundgarden, promujący szósty studyjny album King Animal, opublikowany w listopadzie 2012. 
Czas trwania wynosi 3 minuty i 37 sekund. Autorami kompozycji są wokalista i gitarzysta Chris Cornell i basista Ben Shepherd. 

## Lista utworów na singlu
singel CD
| Nr | Tytuł utworu         | Tekst         | Muzyka                       | Długość |
| -- | -------------------- | ------------- | ---------------------------- | ------- |
| 1. | „Been Away Too Long” | Chris Cornell | Chris Cornell • Ben Shepherd | 3:37    |

## Notowania
| Lista (2012)                                 | Pozycja |
| -------------------------------------------- | ------- |
| Alternative Songs (Stany Zjednoczone)        | 16      |
| Billboard Canadian Hot 100 (Kanada)          | 93      |
| Billboard Hot Rock Songs (Stany Zjednoczone) | 17      |
| Billboard Rock Airplay (Stany Zjednoczone)   | 5       |
| Lista przebojów Programu Trzeciego (Polska)  | 31      |
| Mainstream Rock Songs (Stany Zjednoczone)    | 1       |

## Twórcy
Opracowano na podstawie materiału źródłowego:
Soundgarden
- Chris Cornell – śpiew, gitara rytmiczna
- Kim Thayil – gitara prowadząca
- Ben Shepherd – gitara basowa
- Matt Cameron – perkusja

Produkcja
- Producent muzyczny: Adam Kasper, Soundgarden
- Inżynier dźwięku: Josh Evans, Nate Yaccino, Sam Hofstedt
- Miksowanie: Joe Barresi
- Mastering: Ted Jensen

- Aranżacja: Chris Cornell, Ben Shepherd
- Tekst utworu: Chris Cornell